# المرأة في المسيحية
المرأة في المسيحية أثرت الكنيسة على النظرة الاجتماعية للمرأة في جميع أنحاء العالم بطرق هامة، حسب بعض المؤرخين أمثال جيوفيري بلايني. أما في تاريخ المسيحية، فيختلف دور المرأة إلى حد كبير اليوم عما كان في القرون السابقة، وذلك بسبب التطور التاريخي الكبير الذي حدث منذ القرن الأول للميلاد. وهذا ينطبق بشكل خاص في الزواج وفي المناصب الكهنوتية الرسمية داخل بعض الطوائف المسيحية والكنائس والمنظمات الكنسية.
تم حصر العديد من الأدوار القيادية في الكنيسة بالذكور. ففي الكنائس الكاثوليكية والأرثوذكسية، الرجال فقط يمكنهم أن يصبحوا كهنة أو شمامسة. والذكور فقط يخدمون في المناصب القيادية مثل البابا، البطريرك، والأسقف، لكن يمكن للمرأة أن تكون بمثابة راهبة. تحاول معظم الطوائف البروتستانتية السائدة تخفيف القيود المفروضة منذ زمن بعيد على رسامة النساء كأساقفة، وذلك على الرغم من وجود بعض المجموعات الكبيرة التي تشدد هذه القيود كنوع من ردة الفعل. في حين تبنت الكنائس الكاريزماتية والعنصرة سيامة النساء منذ تأسيسها بهم.
التقاليد المسيحية التي تعترف رسمياً بالقديسين كأشخاص لهم قداسة استثنائية في الحياة تتضمن لائحة بأسماء نساء في تلك المجموعة. أبرزهن هي مريم، أم يسوع التي تحظى بمكانة عالية في جميع الطوائف المسيحية، ولا سيما في الكاثوليكية الرومانية والتي تعتبرها «أم الله». كما تشمل اللائحة نساءً بارزاتٍ عاصرن يسوع، لاهوتياتٍ أتين لاحقاً، راهبات، صوفيات، وطبيبات، ونساء أسسن جماعات دينية أو قادة عسكريين وملكات وشهيدات. وهذا ما يثبت الأدوار المتنوعة التي لعبتها المرأة في الحياة المسيحية. أولى بولس الرسول النساء في هذا الصدد اهتماماً كبيراً، وأقرّ بأنها تستحق مناصب بارزة في الكنيسة، على الرغم من أنه كان حريصاً على عدم تجاهل الرموز المتعلقة بتنظيم الحياة المنزلية للعهد الجديد، أو ما يطلق عليه قانون الأحوال الشخصية اليوناني الروماني والذي كان معمولاً به في القرن الأول للميلاد.
بزغت المسيحية من اليهودية والثقافة اليونانية والرومانية، حيث كانت المجتمعات أبوية جعلت للرجال سلطة أكبر في الزواج والمجتمع والحكومة. ويذكر العهد الجديد أسماء تلاميذ يسوع المسيح الاثني عشر وقد كان جميعهم من الذكور، على الرغم من النساء تم تكريمها بوضوح بوصفها من الأتباع الهامين ليسوع. وكانت النساء أول من اكتشف قيامة المسيح ونقلْن الخبر إلى التلاميذ الأحد العشر المتبقين. دوّن الكتبة مفهوم الكهنوت فيما يسمى العهد الجديد، لكن كتبه الـ39 لا تحتوي على مواصفات وطرائق رسم الكهنة. وفي وقت لاحق، وضعت وطوّرت الكنيسة الكاثوليكية الأولى التقليد الرهباني الذي شمل قانون الرهبنة للنساء، والأوامر الدينية للأخوات والراهبات، وكهنوت نسائي ضخم استمر إلى يومنا هذا من خلال نشاطاته بإنشاء المدارس والمستشفيات، بيوت التمريض والمستوطنات الرهبانية.

## اللاهوت

### اللاهوت

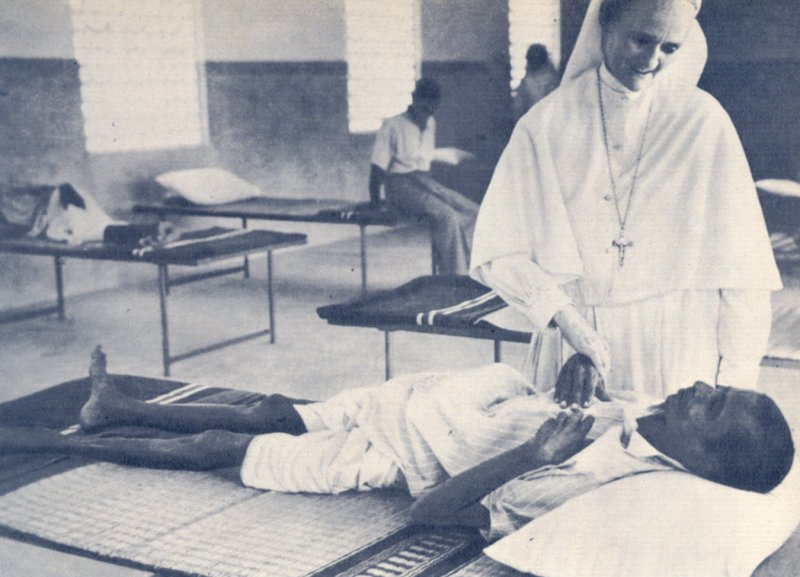
راهبة ساليسيانيّة تقوم بالعناية الطبيّة لمرض هنود في مدراس.

تلاحظ "ليندا وودهيد" أن اللاهوت المسيحي الناشئ قد استند على سفر التكوين في تشكيل موقفه بشأن دور المرأة، حيث توصّل القرّاء إلى استنتاج مفاده أن النساء أقل من الرجال و"أن صورة الله تكون أكثر بهاءً في الرجال عن النساء ". وتشير وودهيد إلى أن " في أي موضع من الكتاب المقدس يظهر فيه بوضوح ودون أي لبس أن النساء والرجال متساوين في الكرامة والقدر، وأن المرأة لا ينبغي أبدا أن تعامل على أنها أقل شأناً من الرجال، وأن هيمنة أحد الجنسين على الآخر خطيئة"." وتعرض الآراء اللاهوتية التالية أدوار النساء:
 النساء يزين ذواتهن بلباس الحشمة مع ورع وتعقل، لا بضفائر أو ذهب أو لآلئ كثيرة الثمن، بل كما يليق بنساء متعهدات بتقوى الله، وبالأعمال الصالحة. (تيموثاوس الأولى 2: 9 – 10)
 العُرف هو أن تبقى مع زوجها، فقد أجبرت الزوجة على طاعته بأمر الله. الرجل يحكم المنزل والدولة، والأجور الحروب، ويدافع عن ممتلكاته... من ناحية أخرى، المرأة هي مثل مسمار دُقَ في الجدار. تجلس في المنزل... وليس لها أن تخرج إلا قضاءاً لحاجاتها الشخصية". (لوثر، محاضرات)

### سلطة الكتاب المقدس والعصمة
بشكل عام، كل الإنجيليين يشاركون في المطالبة بأن يلتزم ويتقيد كلا الجنسين بسلطة الكتاب المقدس. يجادل أتباع المذهب المساواتي عادة أن النزاع قد نشأ بسبب الاختلافات في تفسير مقاطع معينة. ومع ذلك، وايان غروديم وآخرون من أتباع المذهب التتمّي اتهموا بعض المساواتيين بالغرور وإنكار سلطة الكتاب المقدس.

### الوظائف الكنسيّة

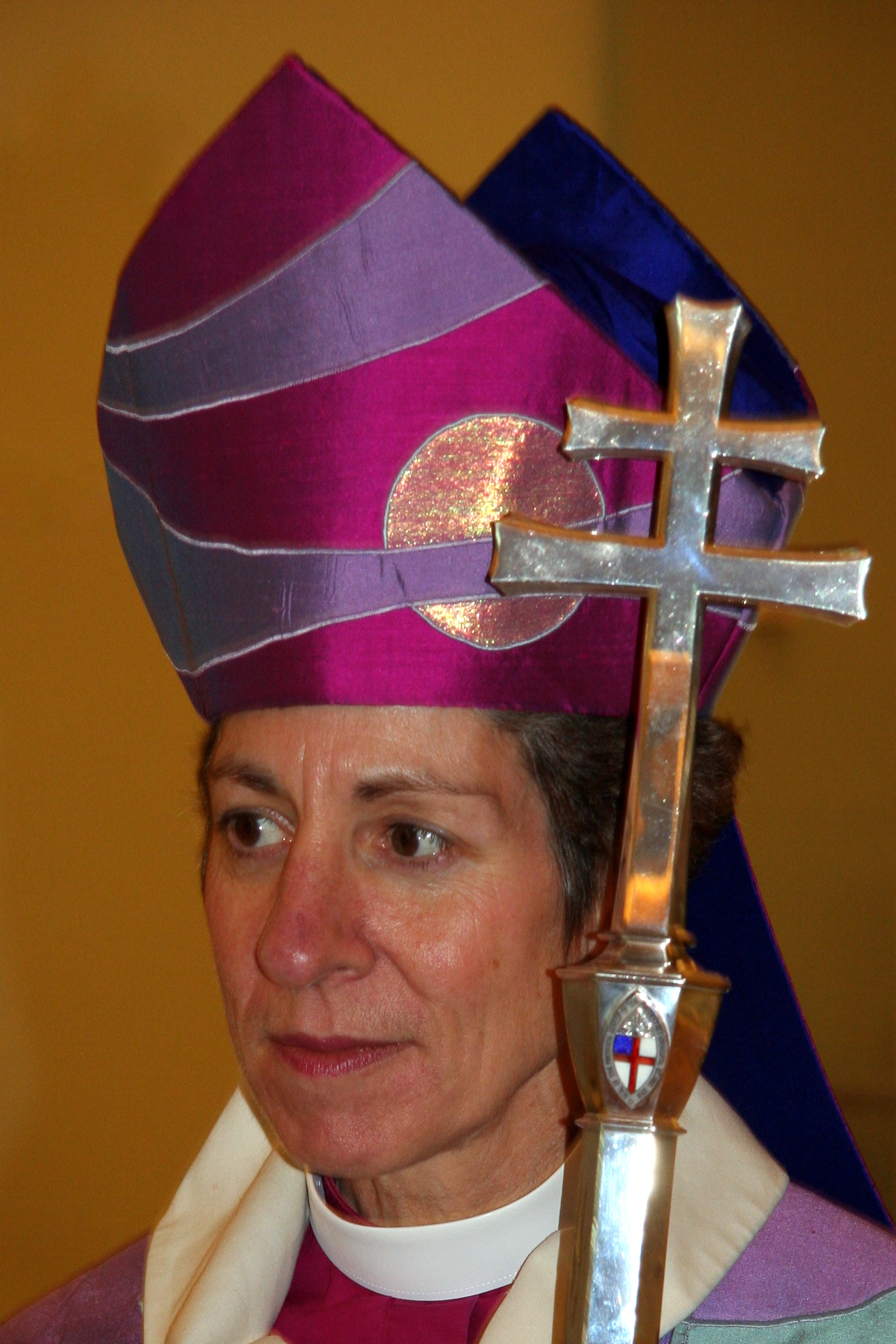
كاثرين جيفيرتس شوري، أول امراة تتولى منصب أسقف الكنيسة الأسقفية الأمريكية.

كان الزعماء المسيحيون عبر التاريخ من البطاركة، مع ألقاب تؤكد قيادة الذكور في الكنيسة. وتشمل مثلاً "الأب" (father)، " رئيس الدير" (abbot: abba = father)، والبابا (pope: papa = father). تلاحظ ليندا هولم أن" مثل هذه اللغة... تستثني المرأة من ممارسة هذه الأدوار.
```
ويوضح بولس أن المرأة يجب أن تغطي رأسها في الكنيسة كإشارة إلى تبعيتها للرجل ذلك "لأن الرجل هو رأس المرأة، كما أن المسيح هو رأس الكنيسة" 
[
8
]
 ولهذا يقول: "لتصمت نساؤكم في الكنائس. ألا إنه ليس مأذوناً لهن أن يتكلمن، بل يخضعن كما يقول الناموس أيضاً.
[
9
]
```

### تأويل الكتاب المقدس
تتباين مواقف المساواتيين والتتميين تبايناً كبيراً في نهجهم إلى التأويل، وتحديداً في تفسيرهم للتاريخ التوراتي. ويعتقد المسيحيون المساواتيون بأن الذكور والإناث قد خُلقوا متساوين (تكوين 1: 2) دون أي تسلسل هرمي من الأدوار. فخلق الله الإنسان على صورته على صورة الله خلقه ذكرا وانثى خلقهم". فجعل الله أول زوجين شركاء على قدم المساواة في القيادة على الأرض. وقد كلفهما كليهما معاً أن "اكثروا واملاوا الأرض واخضعوها وتسلطوا على سمك البحر وعلى طير السماء وعلى كل حيوان يدب على الأرض". (تكوين 1: 28) وفي الخريف، تنبأ الله لحواء أن إحدى نتائج دخول الخطيئة إلى الجنس البشري ستكون "تسلط زوجها عليها". (تكوين 3: 16)  يشير اللاهوتي المسيحي المحافظ جيلبرت بلزيكيان إلى أنه طوال حقبة العهد القديم وما تلاها، تماماً كما كان الله قد تنبأ، واصل الرجال التسلط على النساء في نظام أبوي كان ينظر إليه على أنه "حلاً وسطاً" أو " توفيقاً" بين واقع الخطيئة والمثل الإلهية العليا. ويُفسر مجيء يسوع على أنه تجاوز للعهد القديم الأبوي، وإعادة تأسيس دستوراً يستند على المساواة الكاملة بين الجنسين من حيث المكانة، كما وردت بإيجاز في (غلاطية 3:28). بعض مقاطع العهد الجديد مثل: "22 ايها النساء اخضعن لرجالكن كما للرب. 23 لان الرجل هو راس المراة كما ان المسيح أيضا راس الكنيسة.وهو مخلص الجسد. 24 ولكن كما تخضع الكنيسة للمسيح كذلك النساء لرجالهن في كل شيء". (أفسس5:22-24) تُدرّس طاعة الزوجات لأزواجهن، وتُفهم هذه المقاطع عادة من قبل المساواتيين كتكييف مؤقت مع ثقافة القرن الأول القاسية.

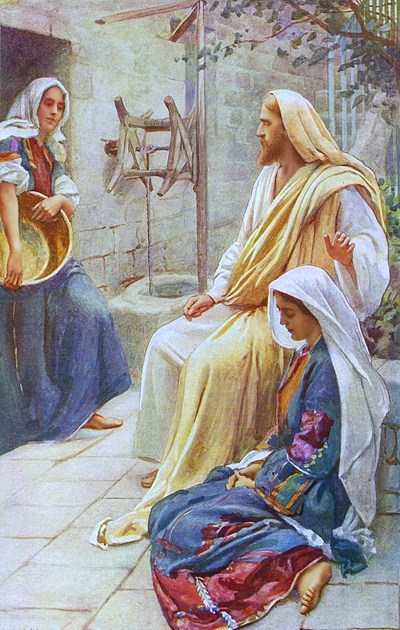
يسوع يعلّم مرتا ومريم.

تم رفد حركة التأويل المساواتي المسيحي بمعالجة منهجية للغاية من خلال مساهمات وليام ج. ويب، أستاذ العهد الجديد في التراث اللاهوتي، أونتاريو، كندا. يقول ويب أن التحدي الرئيسي هو تحديد أي من الأوامر الواردة في الكتاب المقدس بالإمكان تطبيقها اليوم، وأي منها لا تنطبق إلا على الأصل الكتابي (القرن الأول للميلاد) انسجاماً مع الثقافة السائدة وقتها. هذه الحركة تجد ما يبرر جنوحها إلى التأويل عن طريق استشهادها بمثال العبودية، والتي يراها ويب تعبيراً عن خضوع المرأة. المسيحيين اليوم ينظرون إلى حد كبير إلى أن الرق كان نتاجاً لسياق تاريخي وثقافي ساد في العصور القديمة وليس شيئاً ينبغي إعادة تطبيقه، ولا يوجد مبرر لذلك، على الرغم من أن العبودية (أ) وجدت في الكتاب المقدس و (ب) لم تحظر صراحة فيه. يوصي ويب بأن يتم فحص أوامر الكتاب المقدس في ضوء السياق الثقافي الذي كُتبت به أصلاً. ووفقاً للـ "نهج التعويضي"، تم العثور على العبودية والتبعية المرأة في الكتاب المقدس. ومع ذلك، يحتوي ذات الكتاب أيضاً على أفكار ومبادئ يمكن -إذا ما تم تطويرها وتناولها بصورة منطقية- أن تؤدي إلى إلغاء هذه المؤسسات. وفقاً لهذه المثل العليا، يجب أن يتم استبدال النظام الأبوي للعهد القديم بالمبدأ الجديد الذي قدمه العهد الجديد بقوله: "ليس يهودي ولا يوناني. ليس عبد ولا حر. ليس ذكر وأنثى لأنكم جميعاً واحدٌ في المسيح يسوع. (غلاطية 3 : 28)
بعض تعليمات العهد الجديد الأخرى التي تعتبر في كافة أرجاء العالم تقريباً تتبع للثقافة السائدة فقط، وبالتالي لا تنطبق إلا على الأصلي (القرن 1) هي: "وأما كل امرأة تصلي أو تتنبأ ورأسها غير مغطى فتشين رأسها لأنها والمحلوقة شيء واحد بعينه. 6 إذ المراة إن كانت لا تتغطى فليقص شعرها. وإن كان قبيحاً بالمرأة أن تقص أو تحلق فلتتغط." (كورنثوس الأولى 11: 5-6). وكذلك مسألة غسل أقدام المسيحيين لبعضهم، وهي أمر مباشر من يسوع في اجتماع العلية: فإن كنت وأنا السيد والمعلم قد غسلت أرجلكم، فأنتم يجب عليكم أن يغسل بعضكم أرجل بعض" (يوحنا 13: 14-15)، وهي كانت تبرر وتشرعن العبودية حيث نُقل على لسان يسوع قوله: "الحق الحق أقول لكم: إنه ليس عبد أعظم من سيده، ولا رسول أعظم من مرسله" (يوحنا 13: 16)
وعلى النقيض من تعاليم المساواتيين، ترتكز تعاليم التتميين على أن الأولوية للذكوروالقيادة الموكلة إليهم أقيمت قبل السقوط في الخطيئة (التكوين 1-2). التتميون يُعلّمون أن القيادة الذكورية التي يمكن التماسها في كل أجزاء العهد القديم (أي البطريركية، والكهنوت، والحكومات الملكية المطلقة) ما هي إلا تعبير عن مثالية الخلق. ومثلما اختار يسوع تلاميذه الإثني عشر من الذكور فقط، فكذلك يجب أن تقتصر قيادة الكنيسة على الرجال فقط (تيموثاوس الأولى 2: 11-14) 
ينتقد التتميون أسلوب التأويل الذي اتبعه ويب. يقول جروديم أن ويب يتوقع من المسيحيين السير بحسب «الأخلاقيات المتفوقة» التي قدّمها العهد الجديد، مما يؤدي إلى تقويض السلطة والاكتفاء بالكتاب المقدس. جروديم ادعى أن ويب وبعض الإنجيليين الآخرين أساؤوا تفسير كل من العبودية والنساء. كتب جروديم أن العبودية مثبتة في الكتاب المقدس لكن يمكن انتقادها ببعض الحالات. في حين لا يجوز بأي حال من الأحوال انتقاد طاعة الزوجات لأزواجهن أو القيادة الذكورية. يعتقد جروديم أن حركة التأويل ممثلة بويب تعتمد في نهاية المطاف على أحكام ذاتية عاجزة على الوصول إلى اليقين فيما يتعلق بالقيم الأخلاقية.

### الجنسين وصورة الله
اتفق التتميين تقليدياً على أن الكهنة المسيحيية يجب أن يكونوا من الرجال، وذلك بسبب الحاجة لتمثيل يسوع المسيح، الذي كان «ابن» الله، والمتجسد كإنسان ذكر. وعلى صعيد آخر، ففي حين أن كلاً من الذكر والأنثى قد خُلقا على صورة الله ومثاله، فإن المرأة تستمد صورتها الإلهية من الرجل، ذلك لأنها خلقت من صلبه، وتعتبر تجسيداً لـ «مجده».(كورنثوس الأولى 11: 7-8) 

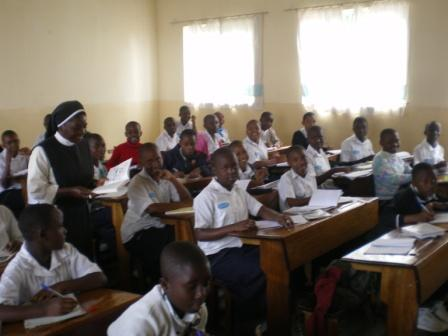
راهبة تقوم بتدريس تلاميذ يتامى في كينيا.

المسيحيون المساواتيون تجيب بالقول بأن الله ليس له جنس، وأن الذكور والإناث صورة الله على قدم المساواة ودون أي خلافات. وبالإضافة إلى ذلك، مصطلحات مثل «الأب» و «الابن»، والتي تستخدم في إشارة إلى الله، ينبغي أن تُفهم كتشبيهات أو استعارات استخدمها مؤلفو الكتاب المقدس لإيصال الإيمان المسيحي ضمن قالب يستطيع المجتمع فهمه، حيث كانت الثقافة السائدة تنظر إلى الرجال كامتياز الاجتماعي. وبالمثل، أصبح المسيح «ذكراً» ليس لأنه كان من الضروري لاهوتياً أن يكون كذلك، ولكن لأن الثقافة اليهودية في القرن الأول لم تكن لِتقبل بالمسيح كأنثى. في حين يستبعد وايان جروديم ادعاءات المساوات هذه، مصراً على أن ذكورية المسيح كانت ضرورية لاهوتياً، كما يزعم أيضاً بأن المساواتيون يدعون بأن الله يجب أن يكون من حيث الفكرة «أنثى» كما هو «ذكراً»، وهي خطوة يراها ليبرالاهوتية.
أصبحت العقيدة المسيحية المتمثلة بـ «الثالوث» محوراً رئيسياً للنقاش المعاصر الدائر حول الجنس، وتحديداً فيما يتعلق بـ (كورنثوس الأولى 11: 3). في عام 1977، قال جورج فارس III في كتاب حول أدوار الجنسين أن تبعية المرأة للرجل هي مماثلة لاهوتياً لتبعية الابن للآب في الثالوث. وقد أجاب اللاهوتي الأسترالي كيفين جايلز في الآونة الأخيرة بأن المساواتيون قد «ابتدعوا» عقيدة الثالوث لدعم نظرتهم لكل من الرجال والنساء، مما يوحي بأن بعض المساواتيون يتبنون وجهة نظر مهرطقة من الثالوث مماثلة للآريوسية. نتج عن ذلك مناقشات نشطة، مع بعض التتميين تتجه نحو فكرة أن هناك «تبعية متبادلة» داخل الثالوث، بما في ذلك «التبعية من الآب إلى الابن»، والتي يجب أن تنعكس في العلاقة بين الجنسين. وقد أورد ويان جروديم هذا من قبل، مؤكداً على أن الطاعة المتبادلة داخل الثالوث لا يمكن أن تكون مدعومة من الكتاب المقدس وتاريخ الكنيسة.

### العلاقة بينالأنتولوجياوالأدوار
يجادل أنصار المذهب المساواتي الحديث بأن سفر التكوين 1: 26-28 وغلاطية 3:28 تؤسس لمساواة كاملة بين الذكور والإناث من حيث الوضع والقيمة والكرامة. الأدوار التكميلية في الزواج وقيادة الكنيسة، بما في ذلك السلطة القيادية للرجال وخضوع الزوجات، لا يعتقد بأنها تتعارض مع مبدأ المساواة الوجودي. وتعتبر المساواة في الأدوار أو التبعية الوظيفية ومركّب الدونية إحدى مواطن الالتباس.
وقد اعترضت الكاتبة ريبيكا ميريل جروثويس إحدى رائدات المذهب المساواتي على هذه الوضعية. وتقول إن «المساواة الروحية والوجودية للمرأة مع الرجل تستبعد هذا النوع من التبعية التقليدية بين الجنسين».

## النساء البارزات في العهد القديم

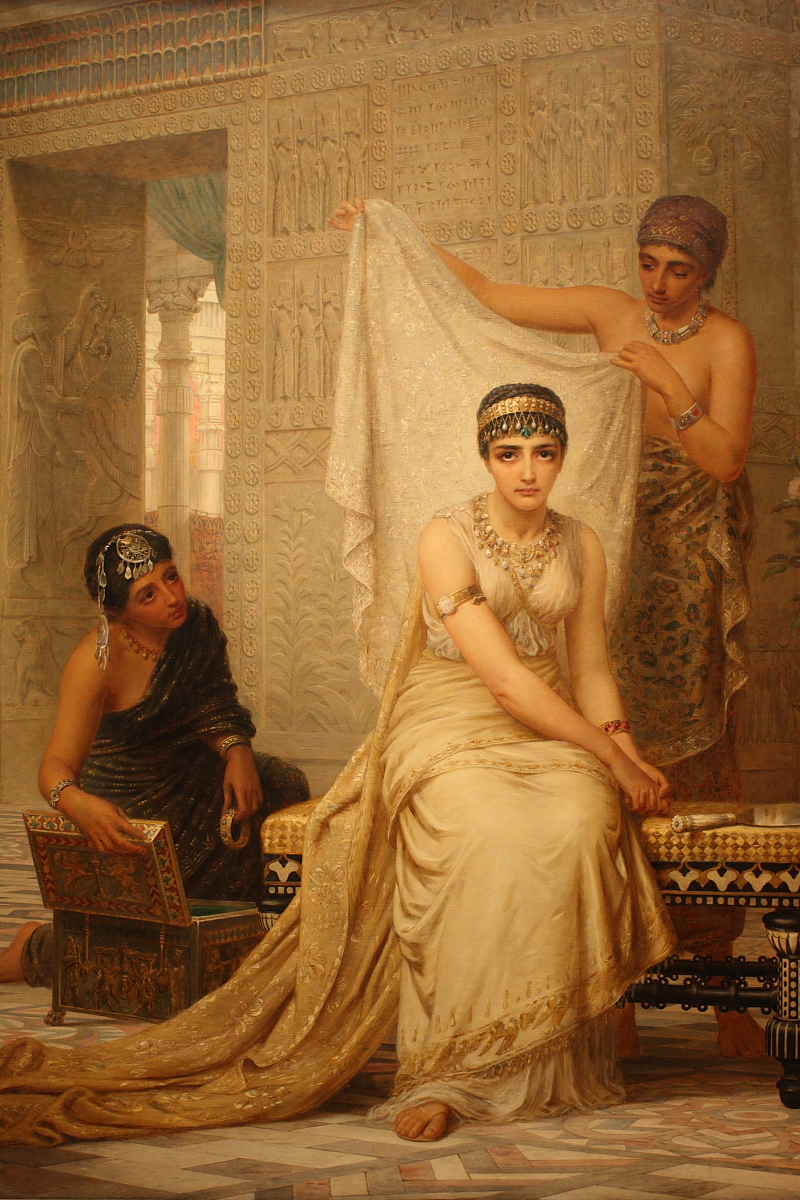
الملكة أستير وهي من الشخصيات النسائيّة في العهد القديم.

نشأت المسيحية بوصفها طائفة اليهودية في القرن الأول للميلاد، فورثت الصورة النمطية للنساء المستقاة من الكتاب المقدس العبري (المعروف للمسيحيين باسم العهد القديم).
يروي سفر التكوين (أول أسفار العهد القديم) قصة الخلق، ليكون وفقاً له آدم وحواء الرجل الأول والمرأة الأولى. وبحسب النص التوراتي، قام الله بخلق آدم أولاً، ومن ثم خلق حواء من ضلع آدم. يقترح بعض المفسرين أن خلق حواء ثانياً ما هو إلا إشارة إلى دونية الأنثى، ولكن يرد على ذلك آخرون مستشهدين بهذه الآية: «فقال آدم: هذه الآن عظم من عظامي ولحم من لحمي». ، فيحاججون بأن ما سبق يعني ضمناً وجود مساواة بين الجنسين.
وقد برزت بعض النساء في أسفار راعوث وأستير. فتتمحور أحداث سفر راعوث حول امرأة مؤابية شابة من أم يهودية قانوناً تدعى راعوث، ويروي إخلاصها إلى بني إسرائيل، واستعدادها للانتقال إلى أراضيهم لتسكن معهم وتصبح جزءاً من ثقافتهم. ويُختَم السفر بحصولها على نعمة ومباركة إذ تزوجت من رجل إسرائيلي، ونبوءةٌ بأن يأتي من نسلها الملك داوود. أما سفر أستير، فيشيد بامرأة شابة تدعى أستير من نسب يهودي على شجاعتها، حيث أصبحت ملكة بلاد فارس، وبفضل توسلاتها قام ملك الفرس بإنقاذ أرواح عديدة من بني إسرائيل.

## النساء في العهد الجديد
يعكس العهد الجديد الرسالة التي أتى بها يسوع المسيح، والتي تتضمن في جانب منها نظرة جديدة تجاه المرأة، فاختلفت مكانتها ودورها في المجتمع.

### يسوع والمرأة

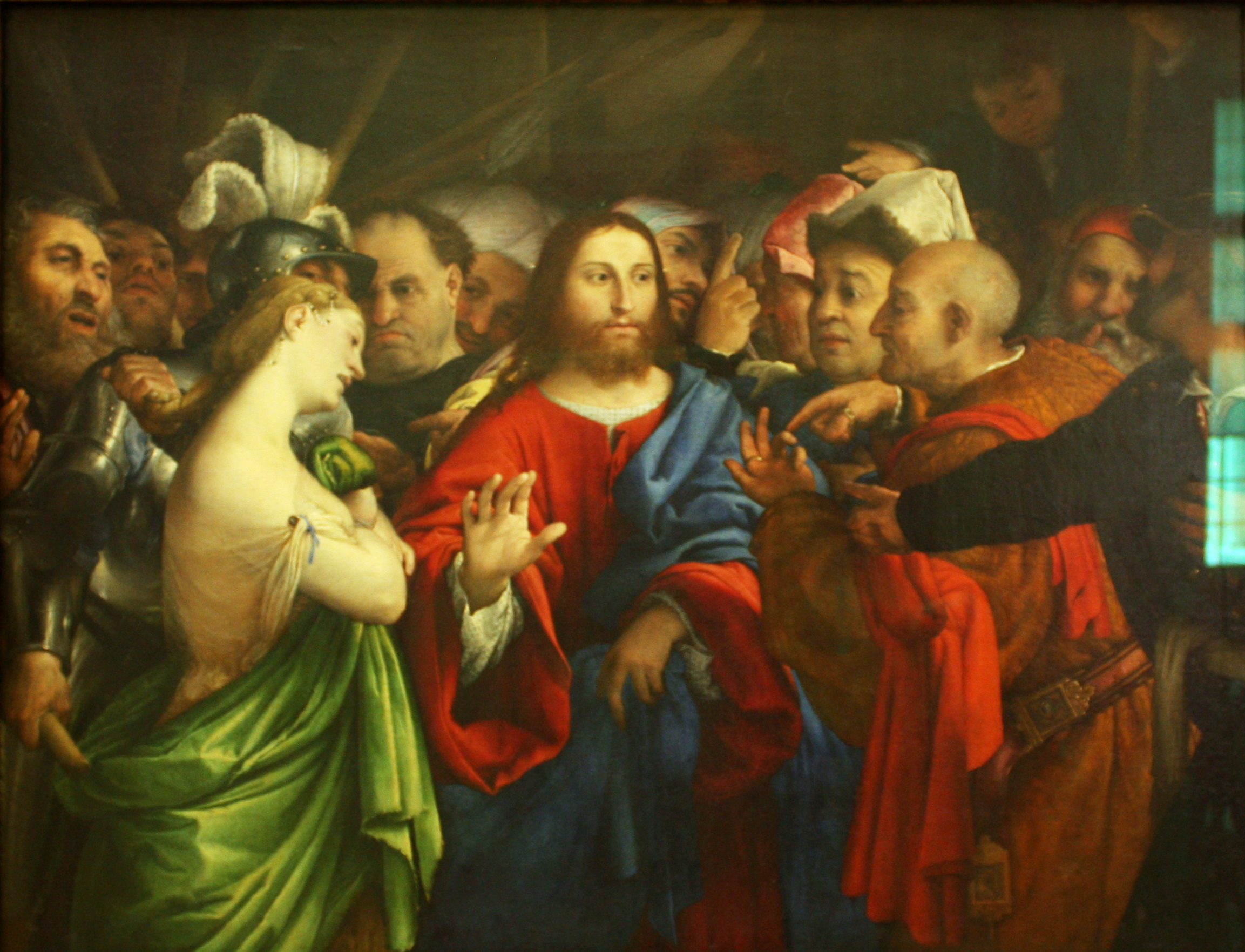
"من كان منكم بلا خطيئة فليرمها أولاً بحجر".

تشير تعاليم يسوع المسيح كما دونها الإنجيليون إلى أن يسوع لم يشرّع أي تسلسل هرمي في العلاقات المسيحية: فدعاهم يسوع إليه وقال لهم: «تعلمون أن رؤساء الأمم يسودونها، وأن عظماءها يتسلطون عليها، فلايكن هذا فيكم» (متى 20: 25-26a) (مرقس 10: 42-43) (لوقا 22: 25).
يأتي العهد الجديد على ذكر عدد من النساء المقربات من يسوع المسيح، في مقدمتهم أمه مريم، ومريم المجدلية المعروفة باسم «رسولة الرسل»، وهي التي اكتشفت قبر المسيح الفارغ وكُلّفت بتبليغ تلاميذ المسيح الأحد العشر (المتبقين بعد انتحار يهوذا) بقيامة المسيح، وذلك وفقاً للأناجيل.
يتطرق إنجيل يوحنا إلى قضية الأخلاق وكيفية تعامل يسوع بشكل مباشر معها، حيث يروي عن حادثة تواجه فيها يسوع مع الكتبة والفريسيين لمناقشة عقوبة الرجم التي كانت فرضاً يجب تطبيقه على المرأة التي ترتكب خطيئة الزنا. فقال يسوع: "من كان منكم بلا خطيئة فليرمها أولاً بحجر" (يوحنا 8 : 7) واستطاع بذلك تفريق الحشود: "فلما سمعوا هذا الكلام، أخذت ضمائرهم تبكتهم، فخرجوا واحداً بعد واحد، وكبارهم قبل صغارهم، وبقي يسوع وحده والمرأة في مكانها. فجلس يسوع وقال لها أين هم يا امرأة؟ أما حكم عليك أحد منهم؟ . فأجابت لا يا سيدي، فقال لها يسوع وأنا لا أحكم عليك . اذهبي ولا تخطئي بعد الآن. (يوحنا 8: 9-11).
ومن النساء الذين تعامل معهن يسوع أيضاً مرثا ومريم، فحينما أتى يسوع لزيارتهما في منزلهما راح يعظ ويتحدث في أمور تتعلق بالإيمان والبعث والقيامة، وأمضت مريم كل وقتها تستمع إلى مواعظه جالسة عند قدميه، بينما كانت مرثا منهمكة في المطبخ لإعداد الطعام. فاشتكت مرثا تقاعس أختها عن المساعدة في أمور المنزل، لكن يسوع أجابها: «مرثا مرثا أنت تقلقين وتهتمين بأمور كثيرة، مع أن الحاجة إلى شيء واحد. فمريم اختارت النصيب الأفضل، ولن ينزعه أحد منها». (لوقا 10: 41-42).
قصة أخرى ترد في (مرقس 5: 23-34) وهي تعكس تحدي يسوع للأعراف الثقافية اليهودية في ذلك الوقت، حيث قرر أن يشفي امرأة ظلت تنزف لمدة 12 سنة، وهو ما كان محرّماً وفقاً للشريعة اليهودية، حيث يتم استبعاد النساء الحائضات أو اللاتي أنجبن من المجتمع. وهذا هو سبب النبذ الاجتماعي لمدة 12 سنة الذي تعرضت له المرأة المروي عنها في إنجيل مرقس. وبذلك عالج يسوع الرجال والنساء دون تفرقة، كشفاء حماة بطرس. (متى 8: 14)
كلاً من المساواتيين والتتميين يرون أن معاملة يسوع للمرأة تتسم بالرحمة. كما أن أناجيل العهد الجديد، ولا سيما لوقا، يذكر أن يسوع كان يتحدث مباشرة مع النساء أو يقدم لهن المساعدة علناً. فأخت مرثا (مريم) تجلس عند قدمي يسوع بينما هو يقوم بتلقينها تعاليم الشريعة، وهذا كان امتياز يحظى به الرجال فقط في اليهودية. فجاء يسوع ليخرج عن المألوف، ويخصص لنفسه أتباع إناث حظين برعايته (لوقا 8: 1-3)، كما أمر النساء أن يتوقفن عن البكاء والنحيب وهو في طريقه ليُصلب (لوقا 23: 26-31). كما أن ذكر مريم المجدلية في الأناجيل كأول شخص يرى يسوع بعد قيامته، وتكليفها بإبلاغ الجميع ما هو إلا دليل على مكانة متميزة تمتعت بها المرأة في الديانة الناشئة، في زمن كانت شهادة المرأة به لا تعتبر صالحة. (مرقس 16: 9).
كتب المؤرخ جيفري بلايني أن مكانة المرأة تختلف بين الفترة الوجيزة التي عاش بها يسوع، وبين الألف عام قادم التي تلت وفاته.[بحاجة لدقة أكثر] ارتكز بلايني إلى شهادات الإنجيل حول قيام يسوع بتلقين تعاليمه للمرأة، كما هو الحال مع المرأة السامرية قرب البئر، ومريم من بيت عنيا، التي أخذت تفرك شعره بالدهن والطيب. وكذلك علاج يسوع للمرضى والنساء علناً معرباً عن إعجابه بالأرملة الفقيرة التي تبرعت ببعض النقود النحاسية إلى خزينة الهيكل، وكذلك خطوته الجريئة نحو مساعدة المرأة المتهمة بالزنا، بالإضافة إلى وجود مريم المجدلية إلى جانب يسوع أثناء صلبه. ويخلص بلاتيني: «كانت مكانة المرأة متدنية في فلسطين، لذلك فلم يوافق الكثيرون على نظرة يسوع الرحيمة تجاههن، وبدعة المساواة التي جاء بها، فاصطدمت تعاليمه دائماً بأولئك الذين آمنوا بحرفية النصوص»  ووفقاً لبلايني، شكلت النساء على الأرجح أغلب المعتنقين للمسيحية في القرن الأول بعد المسيح.

### بولس الرسول
تشتمل كتاباته على آراء متناقضة حول المرأة.
في رسالته إلى أهل غلاطية، أكد بولس الرسول على أن المسيحية هي دين مفتوحة للجميع:

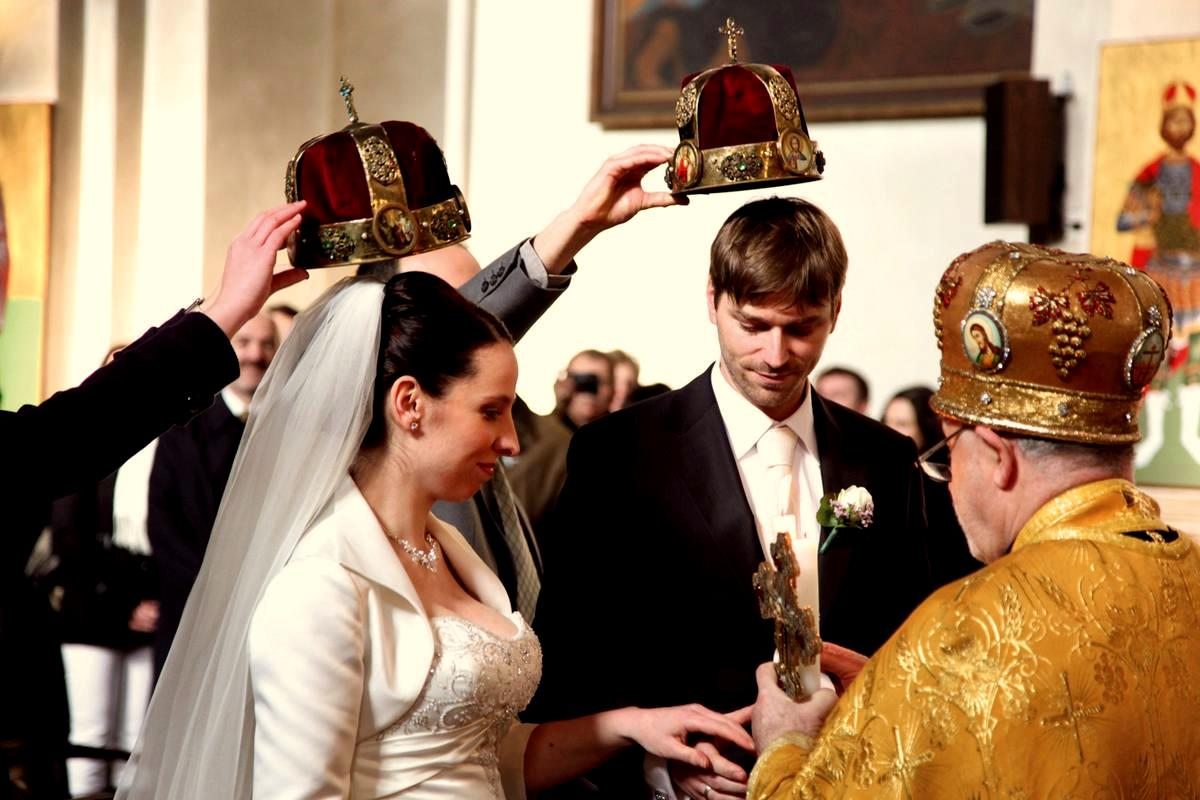
رفعت المسيحية من قيمة الزواج والإسرة إذ حسب الكتاب المقدس تعتبر الأسرة الوحدة المركزيّة للمجتمع المسيحي.

رسائل القديس بولس تعود إلى منتصف الالقرن الأول للميلاد، وتطلعنا التحيات التي ضمّنها بولس في رسائله على السمة البارزة لوضع النساء اليهوديات وغير اليهوديات في المسيحية المبكرة. كما توفر رسائله أدلة على الأنشطة المختلفة في الحياة العامة والتي كانت تشارك النساء فيها.
- يثني مع حب كبير على جهود الأخت فيبي، والتي كانت تعمل كخادمة: «أوصي إليكم بأختنا فيبي، التي هي خادمة الكنيسة التي في كنخريا، كي تقبلوها في الرب كما يحق للقديسين، وتقوموا لها في أي شيء احتاجته منكم، لأنها صارت مساعدة لكثيرين ولي أنا أيضاً» (رومية 16: 1-2)
- يحيي بريسكلا (بريسكا)، يونياس، جوليا، وشقيقة نيريوس (رومية 16: 3,7,15) وعندما يشير إلى بريسكلا وأكيلا،  فهو يذكر بريسكلا أولاً، ويستدل بعض العلماء من ذلك على أنها كانت على رأس جماعة: «وعلى الكنيسة التي في بيتهما» (رومية 16: 3).
- كما يذكر بولس أن برسكلا وزوجها قد كانا مستعدين لافتدائه بحياتيهما: «اللذين وضعا عنقيهما من اجل حياتي» (رومية 16: 3-5)
- كما أشاد بيونياس (Junia) ووصفها بـ «المشهورة بين الرسل»، والتي سُجِنَت لكدحها ونشاطها. يفسر بعض اللاهوتيون بأن الاسم هو لامرأة، مما يشير إلى أن بولس اعترف بالإناث كرسل في الكنيسة. (رومية 16: 7) 
- كما أثنى على جهود تريفينا وتريفوسا، ومريم وبرسيس على عملهم الشاق. (رومية 16: 6,12).
- دعا أفودية وسنتيخي بزميلاته العاملين بحسب الإنجيل. (فيلبي 4: 2-3)
يعتقد بعض اللاهوتيون لأن توفر هذه الدلائل الكتابية سابقة الذكر تثبت الدور القيادي الذي لعبته المرأة في نشر رسالة المسيح. في حين يرفض آخرون مثل هذا القول.
وفي المقابل، هنالك آيات عديدة من رسائل القديس بولس تدعم الفكرة القائلة بأن المرأة في المسيحية المبكرة ما كانت إلا تابعاً للرجل، لا بل كائناً أدنى:
- «لتتعلم المرأة بسكوت في كل خضوع. ولكن لست آذن للمرأة أن تعلم ولا تتسلط على الرجل بل تكون في سكوت. لأن آدم جبل أولاً ثم حواء وآدم لم يغو لكن المرأة أغويت فحصلت في التعدي. ولكنها ستخلص بولادة الأولاد إن ثبتن في الإيمان والمحبة والقداسة مع التعقل». (تيموثاوس الأولى 2: 11-15)

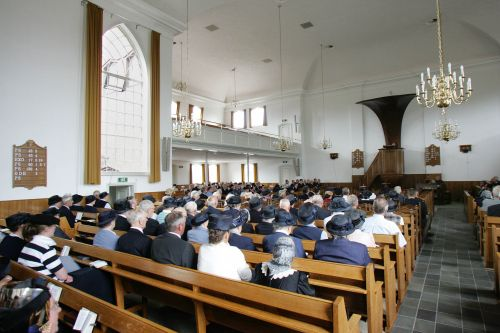
قداس في كنيسة بروتستانتية والنساء مغطية شعرها، تلزم بعض الكنائس نسائها بلبس نوع من الطاقية أو غطاء الرأس.

- «خاضعين بعضكم لبعض في خوف الله . أيها النساء اخضعن لرجالكن كما للرب. 23 لأن الرجل هو رأس المراة كما أن المسيح أيضاً رأس الكنيسة. وهو مخلص الجسد. ولكن كما تخضع الكنيسة للمسيح كذلك النساء لرجالهن في كل شيء. 25 أيها الرجال أحبوا نساءكم كما أحب المسيح أيضاً الكنيسة وأسلم نفسه لأجلها لكي يقدسها مطهراً إياها بغسل الماء بالكلمة لكي يحضرها لنفسه كنيسة مجيدة لا دنس فيها ولا غضن أو شيء من مثل ذلك بل تكون مقدسة وبلا عيب». (أفسس 5: 21-27)
- «ولكن أريد أن تعلموا أن رأس كل رجل هو المسيح. وأما رأس المرأة فهو الرجل. ورأس المسيح هو الله. كل رجل يصلي أو يتنبأ وله على رأسه شيء يشين رأسه. وأما كل امرأة تصلي أو تتنبأ ورأسها غير مغطى فتشين رأسها لأنها والمحلوقة شيء واحد بعينه. إذ المرأة إن كانت لا تتغطى فليقص شعرها. وإن كان قبيحاً بالمرأة ان تقص أو تحلق فلتتغط. فإن الرجل لا ينبغي أن يغطي رأسه لكونه صورة الله ومجده. وأما المرأة فهي مجد الرجل. لأن الرجل ليس من المرأة بل المرأة من الرجل. ولأن الرجل لم يخلق من أجل المرأة بل المرأة من أجل الرجل. لهذا ينبغي للمرأة أن يكون لها سلطان على رأسها من أجل الملائكة. غير أن الرجل ليس من دون المرأة ولا المرأة من دون الرجل في الرب. لأنه كما أن المرأة هي من الرجل هكذا الرجل أيضاً هو بالمرأة. ولكن جميع الأشياء هي من الله». (كورنثوس الأولى 11: 3-12)
- "لأن الله ليس إله تشويش بل إله سلام. كما في جميع كنائس القديسين. لتصمت نساؤكم في الكنائس لأنه ليس مأذوناً لهن أن يتكلمن بل يخضعن كما يقول الناموس أيضاً. ولكن إن كن يردن أن يتعلمن شيئاً فليسألن رجالهن في البيت لأنه قبيح بالنساء أن تتكلم في كنيسة. (كورنثوس الأولى 14: 32-35)

## النساء عبر تاريخ الكنيسة

### العصر الرسولي

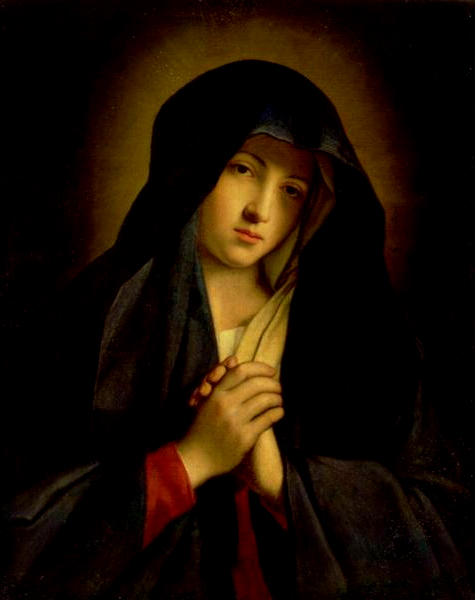
لوحة "مريم الأم الحزينة"، بريشة جوفاني باتيستا سالفي دا ساسوفيراتو، من القرن السابع عشر.

منذ البدايات المبكرة للمسيحية كانت النساء من الأعضاء المهمين في الحياة العامة، على الرغم من أن البعض شكى من تجاهل الكثير من نصوص العهد الجديد والمتعلقة بعمل المرأة. لكن البعض الآخر يرى بأن «كنيسة الرجل» ما هي إلا مبدأ مستقى من نصوص العهد الجديد وتفاسيره، وهو الذي كتب جميع أسفاره «رجال». مؤخراً، بدأ العلماء بأبحاث موسّعة لدراسة اللوحات الجدارية والفسيفساء والنقوش التي تعود إلى تلك الفترة من أجل التعرف على الدور الذي لعبته المرأة في الكنيسة الأولى.
يرى المؤرخ جيفي بلايني أن النصوص المسيحية الأولى تشير إلى مختلف الأنشطة التي مارستها النساء في ظل الكنيسة الأولى. إحداهن امرأة تدعى "سانت بريسكلا، والتي كانت مسؤولة عن التبشير في روما، كما ساعدت في تأسيس المجتمع المسيحي في كورنثوس. سافرت مع زوجها والقديس بولس بهدف التبشير، ودرست اليهودية على يد العلّامة أبلوس  تعد مع أربعة نساء أخريات من قيصيرية في فلسطين من الرسل والأنبياء، كما استضفن القديس بولس في بيتهن، وذلك بحسب رسالة بولس الرسول إلى أهل فيلبس.

### عصر آباء الكنيسة
منذ بواكير العصر الآبائي، كانت مناصب الكهنوت حكراً على الرجال في الشرق والغرب. وكتب  القديس ترتليان بأنه: «لا يجوز للمرأة أن تتحدث في الكنيسة، كما لا يجوز لها التدريس، والتعميد، والمناولة، أو أن تمارس أي مهمة تناسب الرجال، أو تتقلد أي وظيفة مخصصة للرجال، وعلى أقل تقدير الوظائف الكهنوتية». (على حجاب العذارى) 
وقال القديس أوريجانوس السكندري (185 - 254 م) كذلك:
حتى لو تم منح المرأة إمكانية الكهانة، لكنه لا يسمح لها التحدث بين الجموع. عندما تحدثت النبية مريم، كانت تقود جوقة (كورَس) من النساء ... لذلك (وكما يقول بولس) «لست آذن للمرأة أن تُعلم ولا تتسلط على الرجل».

في العصور المبكرة، سمحت الكنيسة الشرقية للنساء على نطاق محدود بتولي المناصب الكنسية، كالشماس.
رُسمت العديد من النساء في القرون المسيحية الأولى كقديسات، وهن اللواتي استشهدن وذهبن ضحية الاضطهاد الذي لحق بالمسيحيين في ظل الإمبراطورية الرومانية، مثل أغنيس من روما، وسانت سيسيليا، وأجاثا من صقلية وبلنديا. "قصة عشق القديستين بربتوا  وفيليستي"، كتبته بيربيتوا خلال فترة سجنها المؤبد في عام 203، وهي سيرة ذاتية تروي عذابهما حتى استشهادهما. ويعتقد أن هذه القصة واحد من أقدم الوثائق التي كتبت من قبل امرأة في المسيحية المبكرة. في أواخر العصور القديمة، كانت القديسة هيلانة مسيحية وهي زوجة الإمبراطور قسطنطين، وأم الإمبراطور قسطنطين الأول. وبالمثل، كانت القديسة مونيكا مسيحية تقية وهي والدة القديس أوغسطينوس.
في الكنيسة الأرثوذكسية الشرقية والكاثوليكية، الكهنوت منوط بالمطران، والبطريرك، والبابا، وبذلك اقتصرت هذه الوظيفة على الرجال. ونهى مجمع أورانج الأول (441) رسامة النساء كشمامسة.

### العصر الوسيط

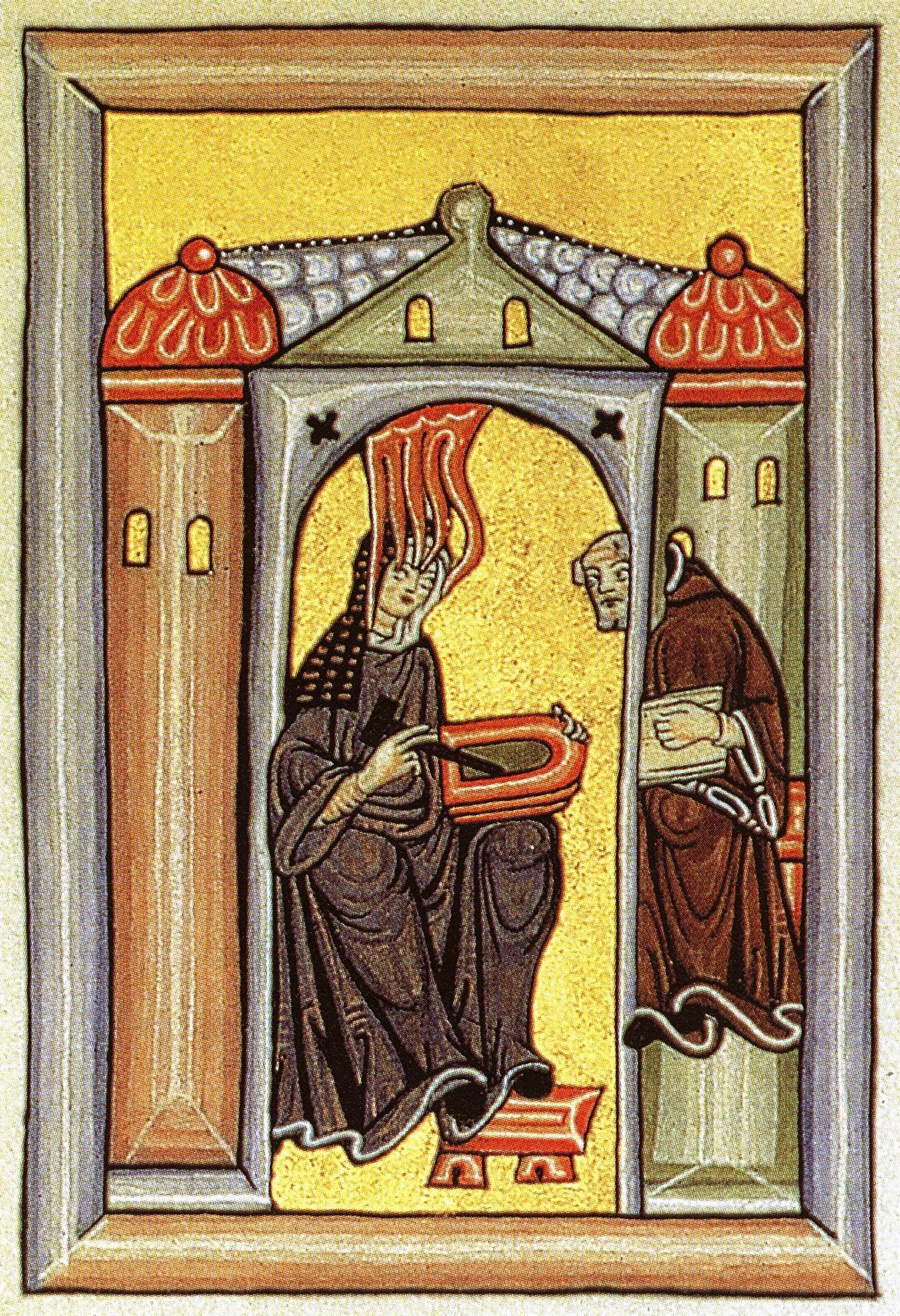
هايدغارد بنجين، لها عدة مساهمات في الطب وهي من بين أكثر العلماء النساء تميزًا في القرون الوسطى.

في الوقت الذي انتقلب به أوروبا الغربية من العصر الكلاسيكي إلى القرون الوسطى، أصبحت الذكورية ممثلة بالبابا لاعباً مركزياً في السياسة الأوربية. ازدهر التصوف والزهد، وأصبحت الأديرة والرهبنة مؤسسات تشكّل مجتمعات نسائية كاثوليكية داخل أوروبا.
مع تأسيس الرهبنة المسيحية، فُتح أمام المرأة مجالات إضافية للعمل. فمن القرن الخامس للميلاد فصاعداً أتاحت الأديرة المسيحية فرصة لبعض النساء للهرب من الزواج وتربية الأطفال، وتعلم القراءة والكتابة، ولعب دور ديني أكثر تأثيراً من السابق. وفي أواخر العصور الوسطى تمكنت بعض النساء مثل القديسة كاترين من سيينا  والقديسة تريزا من أفيلا من لعب دور مركزي في تطوير أفكار لاهوتية جدلية داخل الكنيسة، كما استطاعت النساء ممارسة مهنة الطب في الكنيسة الكاثوليكية الرومانية. اقترحت الراهبة البلجيكية القديسة جوليانا لييج (1193-1252) إقامة عيد للاحتفال بجسد المسيح كقربان مقدس، وهو ما أصبح عيداً كبيراً في جميع أنحاء العالم المسيحي. في حركة الفرنسيسكان في القرن الثالث عشر، لعبت النساء الملتزمات دينياً مثل القديسة كلير الأسيزي دوراً كبيراً. وفي وقت لاحق، حملت جان دارك السيف وحققت انتصارات عسكرية هامة لصالح فرنسا، وذلك قبل إلقاء القبض عليها، ومحاولة إظهارها كـ «ساحرة وزنديقة»، ومن ثم إحراقها على عمود. وأشار التحقيق البابوي في وقت لاحق بأن المحاكمة كانت غير قانونية.[بحاجة لمصدر] وتم اعتبارها بطلة فرنسية، ومع تنامي التعاطف الشعبي مع جان حتى في إنكلترا، قام البابا بندكتس الخامس بتطويبها قديسة في عام 1920.
كتب المؤرخ جيفري بلايني أن المرأة برزت في حياة الكنيسة خلال العصور الوسطى أكثر من أي وقت مضى في تاريخها، بتزامن مع إصلاحات بدأتها الكنيسة. في القرن الثالث عشر، شاعت أساطير حول البابا الأنثى جون التي تمكنت من إخفاء جنسها حتى تم افتضاح أمرها لولادتها أثناء مرورها بموكب في روما. بلايني يستشهد بالتبجيل المتزايد لكل من مريم العذراء ومريم المجدلية كدليل على ارتفاع مكانة المرأة بين المسيحيين في ذلك الوقت. فقد مُنحت مريم العذراء ألقاباً جديدة مثل والدة الإله وملكة السماء، وفي عام 863 تم تخصيص يوم لها تحت اسم "عيد السيدة العذراء، وتم اعتبار هذا العيد مساو في الأهمية لكل من عيد الفصح وعيد الميلاد. واحتفل بعيد مريم المجدلية بشكل جدي ابتداءاً من القرن الثامن، وتم تجسيدها بلوحات وأيقونات مع غيرها من النساء الذين قابلهن يسوع في حياته.
وبجانب المؤسسة اللاهوتية، كانت المؤسسة الملكية الأوربية الكبرى البديل الآخر عن الزواج وتربية الأطفال بالنسبة للنساء. ومن الملوك النساء في تلك الحقبة: أولغا والتي أصبحت أول حاكم روسي يتحول للمسيحية نحو عام 950 م. الإيطالية ماتيلدي (1046 - 1115)، خُلدت إنجازاتها العسكرية لكونها الداعم الرئيسي للبابا غريغوري السابع أثناء النزاع على الكرسي البابوي. دعمت سانت هيدفيج من سيليسيا (1174-1243) الفقراء والكنيسة في أوروبا الشرقية. أما جادويجا من بولندا فقد حكت بولندا بالاشتراك مع الكنيسة الكاثوليكية، فقد تشرفت بحمل لقب شفيعة الملكات وأوروبا الموحدة. وكانت سانت إليزابيث من المجر (1207-1231) رمزاً للمحبة المسيحية من خلال إنشائها للمستشفيات ورعايتها للفقراء من مالها الخاص. وقد اعتبر البابا يوحنا بولس الثاني في رسالته Mulieris Dignitatem أن أولئك النسوة جميعاً نموذج للمرأة المسيحية.

## مكانة المرأة في المسيحية

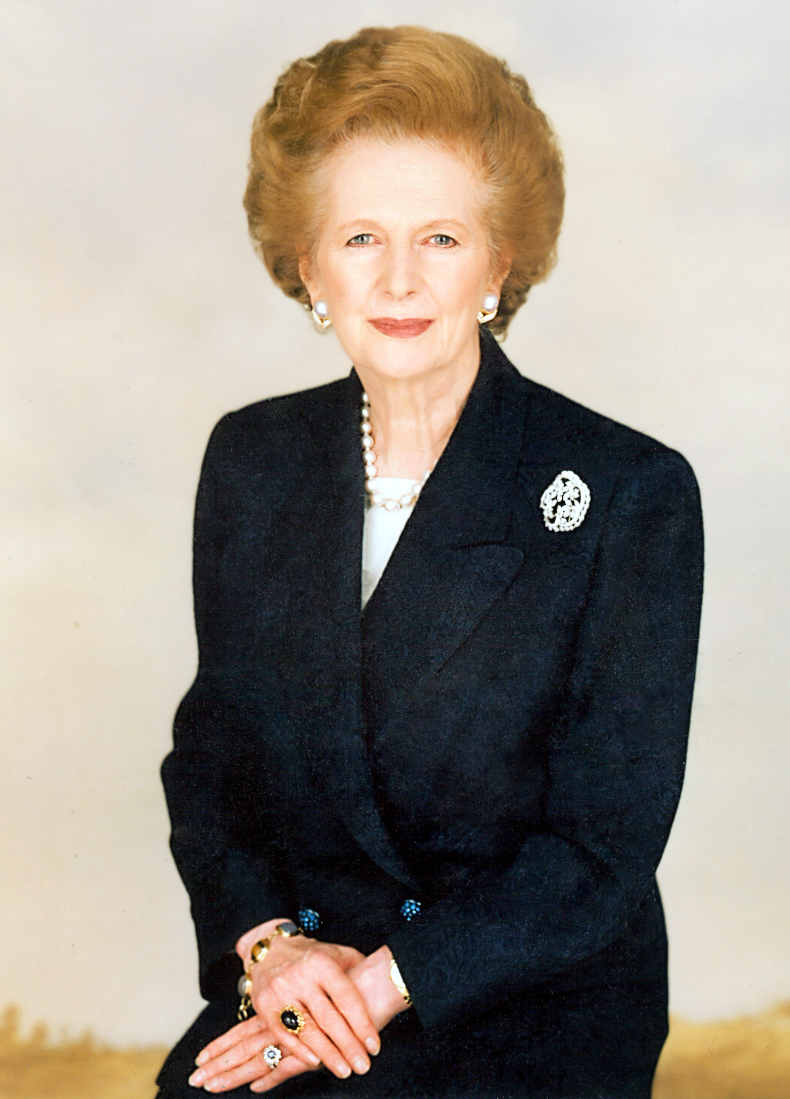
مارغريت ثاتشر أول امرأة ترأس حكومة في العالم المسيحي.

في اللاهوت المسيحي يتساوى الرجل والمرأة في الحقوق والواجبات، استنادًا إلى تعاليم يسوع في المساواة بين الجنسين، ولعل من أبرز مظاهر تكريم ورفع شأن المرأة هو التكريم الخاص لمريم العذراء، لدى أغلب كنائس وطوائف العالم المسيحي، واللاهوت المريمي أحد فروع علم اللاهوت العقائدي الذي يدرس دور مريم في العقيدة المسيحية، ويعرف أيضًا باسم الماريولوجي.
اعتبرت الكنيسة علاقتها مع مريم العذراء علاقة بنوّة، وهو ما أثر على عدد وافر من الفنانيين في صورة مريم العذراء والتي أطلق عليها لقب السيّدة أو مادونا. وكانت موضوعًا محوريًا للفن والموسيقى الغربية والأمومة والأسرة، فضلاً عن ترسيخ مفاهيم التراحم والأمومة في قلب الحضارة الغربية، كما يعتقد عدد وافر من الباحثين منهم آليستر ماكراث؛ وعلى العكس من ذلك، فقد أثرت القصة التوراتية لدور حواء على النظرة للمرأة في المفهوم الغربي بوصفها «الفاتنة».
غير أن الأمر لا يخلو من الانتقادات، إذ إن الكنيسة الكاثوليكية والأرثوذكسية ترفض منح سر الكهنوت للمرأة، ما وجده البعض انتقاصًا من حقوق المرأة ومساواتها؛ عمومًا ذلك لا يمنع التأثير الكبير لها في المؤسسات المسيحية وخاصة في الرهبنات وما يتبع لها من مؤسسات، كما كانت هناك العديد من القديسيات في هذه الكنائس.
لعلّ القديسة هيلانة والدة الإمبراطور قسطنطين والقديسة مونيكا والدة القديس أوغسطينوس، من أكثر النساء تأثيرًا في التاريخ الكنسي، أما في العصور الوسطى تزايدت الأعلام النسويّة البارزة وأدوارها القيادية في الأديرة مثل القديسة كلارا الأسيزي، وحتى سياسيات وعسكريات أمثال القديسة جان دارك «شفيعة فرنسا»، وإليزابيث الأولى ملكة إنكلترا التي ركّزت المذهب البروتستانتي في البلاد والامبراطورة البيزنطية تيودورا والتي بدورها دعمت الأرثوذكسية اللاخليقدونية في الإمبراطورية البيزنطية، أما من مؤسسات المذاهب سطعت إيلين وايت مؤسسة الأدفنتست وماري بيكر إيدي مؤسسة العلم المسيحي. في القرن العشرين، أطلقت الكنيسة الكاثوليكية لقب معلم الكنيسة الجامعة على ثلاثة نساء هنّ القديسة الإسبانية تريزا الإفيلية، والقديسة كاترين السينائيّة والراهبة الفرنسية القديسة تيريز الطفل يسوع. يُذكر أيضًا الأم تريزا التي نافحت عن العدالة الاجتماعية ورعت مساعدة الفقرات وحازت على جائزة نوبل للسلام.

## حقوق المرأة في المسيحية
تعارض المسيحية عددًا من العادات الاجتماعية التي هي في نظرها مذمومة ومنها وأد البنات، والطلاق، وسفاح المحارم، وتعدد الزوجات والخيانات الزوجية وتقوم بمساواة الخطيئة بين الرجل والمرأة. وتتجلى مظاهر المساواة حسب الكنيسة في قوانين الكنيسة وتشريعاتها مع وجود الاختلافات بين الأحوال الشخصية لمختلف الكنائس، إلا أنها تشترك في عدد من التشريعات مثل قضية الإرث حيث يتساوى الرجل والمرأة في حصته من الإرث، وكذلك في حالتي الطلاق بما فيه فسخ الزواج أو الهجر، حيث يشترك الأب والأم في النفقات وتقاسم الثروات المدخرة بشكل متساوي إلا في بعض الحالات الخاصة، كما تعطى الحضانة للمرأة، في سنين الطفولة الأولى.

## مزيد من القراءة
- تاكاهاشي، تورو. "تطور القيادة الدينية النسائية في المسيحية– دراسة مفصلة المذهب المنهجي الأمريكي"، مركز جامعة دوشيشا للدراسة متداخلة الاختصاصات حول الأديان التوحيدية، كيوتو، اليابان (997917984)